# 文化體育觀光部
文化体育觀光部（韩语：／ Munhwa Cheyuk Gwangwang-bu */?），簡稱文觀部（／ Mungwan-bu），是大韩民国的中央行政機關，部门首长称文化体育观光部部長（／ Munhwa Cheyuk Gwangwang-bu Janggwan），同时獲任國務委員。

## 沿革
- 1948年11月4日：设立公报处（1室4局。秘书室、公报局、出版局、统计局、放送局）。
- 1956年2月9日：公报处废止，改设总统直属的公报室设置（3局。公报局、宣传局、放送管理局）。
- 1961年6月22日：设立公报部（4局。调查局、公报局、文化宣传局、放送管理局）。
- 1968年7月24日：更名为文化公报部。
- 1989年12月30日：分为文化部与國政弘報處（朝鲜语：대한민국 국정홍보처）。
- 1993年3月6日：更名为文化体育部。
- 1998年2月28日：更名为文化观光部。
- 2008年2月29日：与國政弘報處合并改组为文化体育观光部。

## 职责
- 文化、艺术、影视、广告、出版、刊物、体育、观光等相关事务。
- 国家政策的宣传。

## 组织

### 官员
- 部長（／）
  - 发言人
  - 部長政策顾问
  - 监查官
- 第一次長
- 第二次長

### 下属机构
| - 人事课 - 运营支援课 - 企划调整室 - 宗务室 - 文化内容产业室 | - 文化艺术局 - 观光产业局 - 体育局 - 媒体政策局 | - 宣传支援局 - 亚洲文化中心都市推进团 - 图书馆信息政策企划团 - 国立大韩民国馆建立推进团（临时组织） |

### 附属机构
| - 大韓民國藝術院 - 韓國藝術綜合學校 - 国立中央博物馆 - 地方博物馆 庆州、光州、全州、扶余、大邱、清州、金海、济州、春川、晋州、公州 - 國立國語院 - 国立中央图书馆 - 国立儿童青少年图书馆 - 图书馆研究所 - 國立障礙者圖書館支援中心 | - 國立中央劇場 - 國立現代美術館 - 國立國樂院 - 民俗國樂院 - 南道國樂院 - 釜山國樂院 - 韓國文化院 - 海外文化宣傳院 - 国立民俗博物馆 - 韩国政策放送院 |

### 外厅
- 國家遺產廳